# Стів Геймер
Стів Геймер (англ. Steve Hamer, нар. 13 листопада 1973, Мемфіс, Теннессі, США) — американський професіональний баскетболіст, що грав на позиції центрового за команду НБА «Бостон Селтікс».

## Ігрова кар'єра
На університетському рівні грав за команду Теннессі (1992–1996). 
1996 року був обраний у другому раунді драфту НБА під загальним 38-м номером командою «Бостон Селтікс». Захищав кольори команди з Бостона протягом одного сезону, зігравши у 35 матчах.